# دانيال كونفر
دانيال كونفر (بالإنجليزية: Daniel Conover)‏ هو شخصية أعمال أمريكي، ولد في 1822 في نيوجيرسي في الولايات المتحدة، وتوفي في 15 أغسطس 1896 في باي شور في الولايات المتحدة.